# فریتس وپر
فریتس وپر (آلمانی: Fritz Wepper؛ زادهٔ ۱۷ اوت ۱۹۴۱ – درگذشتهٔ ۲۵ مارس ۲۰۲۴) یک هنرپیشه اهل آلمان بود.
از فیلم‌ها یا برنامه‌های تلویزیونی که وی در آن نقش داشته است می‌توان به کاباره، سه اتاق در منهتن اشاره کرد.
فریتس وپر در مجموعه تلویزیونی پلیسی، جنائی دِرِک نقش هَری کلاین، دستیار بازرس دِرِک را بازی کرده بود.

وپر در ۲۵ مارس ۲۰۲۴ و با فاصله ۱۴۶ روز از برادش اِلمار در شهر مونیخ آلمان درگذشت.